# Есеола Адерінсола Хабіб
Адерінсо́ла Хабіб Есео́ла (нар. 28 червня 1991, Житомир, Українська РСР, СРСР) — український футболіст нігерійського походження, нападник клубу «ЮКСА» (Київ).

## Біографія
Народився 28 червня 1991 року в Житомирі в родині українки та нігерійця.
Вихованець команди «Полісся» (Житомир). Перший тренер — Віктор Шиманський. У 2004—2008 роках займався у спортивній школі київського «Арсеналу». Після закінчення навчання в ДЮСШ грав за ЦСКА (Київ) у Другій лізі. У 2009 році запрошений в «Динамо», в якому грав за дубль. У період з 2010 по 2013 роки виступав в італійській Серії D у складі клубів «Віртус» (Соверато), «ГінтерРеджіо-Кальчо» (Реджо-Калабрія), «Вібонезе-Кальчо» (Вібо-Валентія) та «Ізола-ді-Капо-Риццуто». У 2012 році грав за збірну Серії D на міжнародному турнірі Віяреджо.
У січні 2015 року повернувся в Україну, грав у складі київського «Арсеналу» на Меморіалі Макарова. З 9 м'ячами став найкращим бомбардиром турніру. Навесні 2015 року побував на перегляді в ізраїльському клубі «Маккабі» (Хайфа). Улітку 2015 року перейшов до чернігівської «Десни». Перший матч у складі команди зіграв 26 липня проти охтирського «Нафтовика» — після виходу на поле на 62-й хвилині Есеола забив гол, завдяки чому матч завершився внічию. У першій частині сезону 2015/16 забив 5 голів, ставши найкращим бомбардиром команди разом з Євгенієм Чепурненком. Сайтом Sportarena.com його перехід в «Десну» був визнаний одним із найкращих трансферів Першої ліги в сезоні.
Узимку 2016 року став гравцем «Олександрії». У Прем'єр-лізі дебютував 19 березня в матчі з «Чорноморцем» (2:1). Улітку того ж року залишив команду.
Наприкінці липня 2016 року перейшов до складу київського «Арсенала».
30 січня 2017 став гравцем клубу «Зірка» (Кропивницький). 20 травня 2017 року відзначився першим голом в українській Прем'єр-лізі, забитим у ворота «Волині», проте цей гол так і залишився єдиним за клуб у Прем'єр-лізі. Восени того ж року був відданий в оренду в «Арсенал-Київ».
6 червня 2018 року підписав контракт з казахстанським «Кайратом».
2 липня 2021 року перейшов до полтавської «Ворскли». 29 грудня 2021 року залишив «Ворсклу», перйшовши до болграського клубу »Хебир».
У січні 2023 повернувся до УПЛ, перейшовши до ФК «Львів», в якому він за другу половину сезону провів 8 матчів, результативними діями не відзначався. Після того як команда призупинила свої виступи, Есеола з літа став виступати за аматорський клуб «Штурм» (Іванків)

## Титули і досягнення
- Чемпіон Казахстану (1):

«Кайрат»: 2020
- Володар Кубка Казахстану (1):

«Кайрат»: 2018
- Найкращий бомбардир Чемпіонату Казахстану (1):

«Кайрат»: 2019